# Moriz Hoernes (geolog)

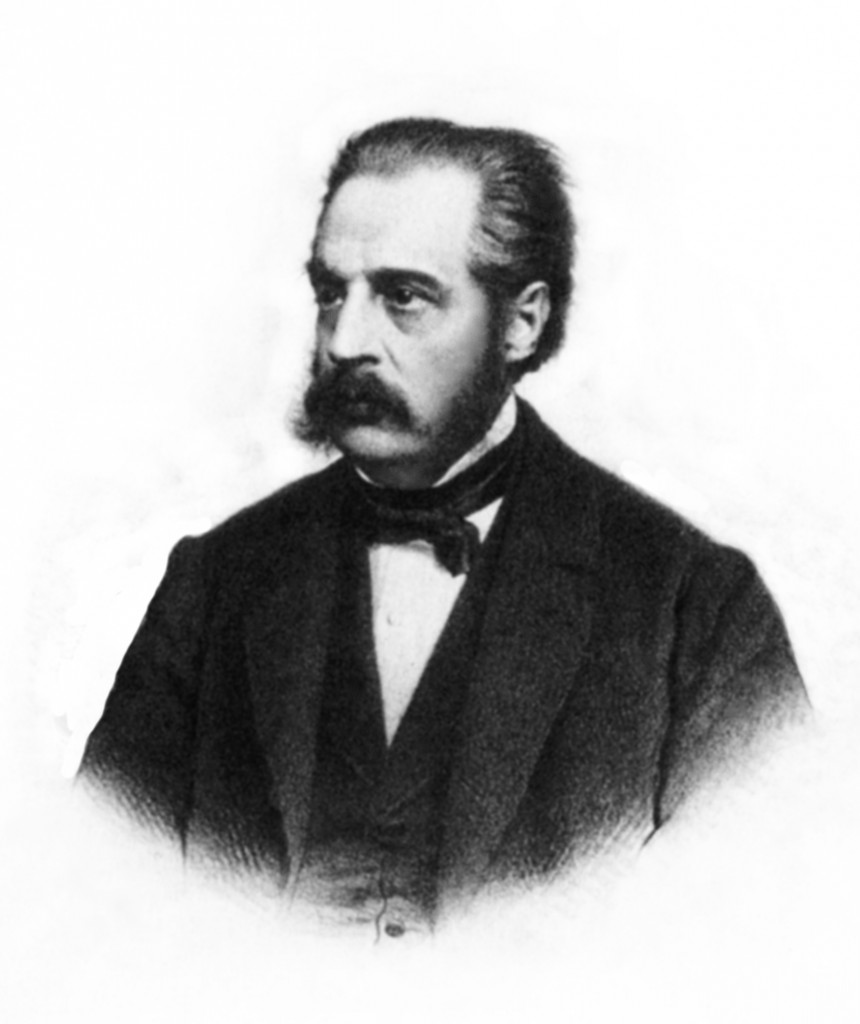
Moriz Hoernes.

Moriz (eller Moritz) Hoernes, född den 14 juli 1815 i Wien, död där den 4 november 1868, var en österrikisk paleontolog. Han var far till arkeologen Moriz Hoernes och geologen Rudolf Hoernes. 
Hoernes studerade vid universitetet i Wien och avslutade studierna med en filosofie doktorsgrad. Han blev därefter assistent vid Wiens mineralogiska museum. Han utmärkte sig genom sina undersökningar av mollusker från Kenozoikum i Wienerbäckenet. 
År 1864 införde han termen neogen som en gemensam beteckning för miocen och pliocen, då fossilen från dessa båda perioder inte alltid går att skilja åt: faunan går gradvis över från den som utmärker ett subtropiskt klimat till den som lever i Medelhavsklimat.
Det mesta av hans anteckningar offentliggjordes i Jahrbuch der Kaiserlich-Königlichen Geologischen Reichsanstalt.